# Hieronymus Karl von Colloredo-Mansfeld
Hieronymus Karl von Colloredo-Mansfeld (ur. 30 marca 1775 w Wetzlarze, zm. 23 lipca 1822 w Wiedniu) – austriacki generał podczas wojen napoleońskich.
Jego ojcem był dyplomata i polityk, książę Franz de Paula Gundaccar von Colloredo-Mannsfeld (1731–1807). Ożenił się 2 lutego 1801 roku z hrabianką Wilhelminą von Waldstein-Wartenberg (1775–1849), z którą dochował się dwojga dzieci: syna, Franciszka de Paula Gundackar, księcia von Colloredo-Mannsfelda (1802–1852), oraz córki, Wilhelminy Elżbiety (1804–1871).
Colloredo wstąpił w roku 1792 jako porucznik do armii austriackiej. Walczył w latach 1793-1794 we Flandrii a w 1809 we Włoszech. Do 1822 roku był zastępcą dowódcy jednostek Armii Cesarstwa Austriackiego w Grazu. 

## Odznaczenia
Odznaczenia gen. von Colloredo-Mansfelda to między innymi:
- Komandor Orderu Marii Teresy
- Order Świętego Aleksandra Newskiego (Imperium Rosyjskie)
- Order Świętego Jerzego (Imperium Rosyjskie) III klasy (Imperium Rosyjskie)
- Order Orła Czerwonego I klasy (Prusy)